# نوردزی هلیکاپترز فلاندرن
نوردزی هلیکاپترز فلاندرن (به انگلیسی: Noordzee Helikopters Vlaanderen) یک شرکت هواپیمایی است که در تاریخ ۱۹۹۷ میلادی تأسیس شده است.
دفتر مرکزی نوردزی هلیکاپترز فلاندرن در اوستنده واقع شده‌است.

## ناوگان هوایی

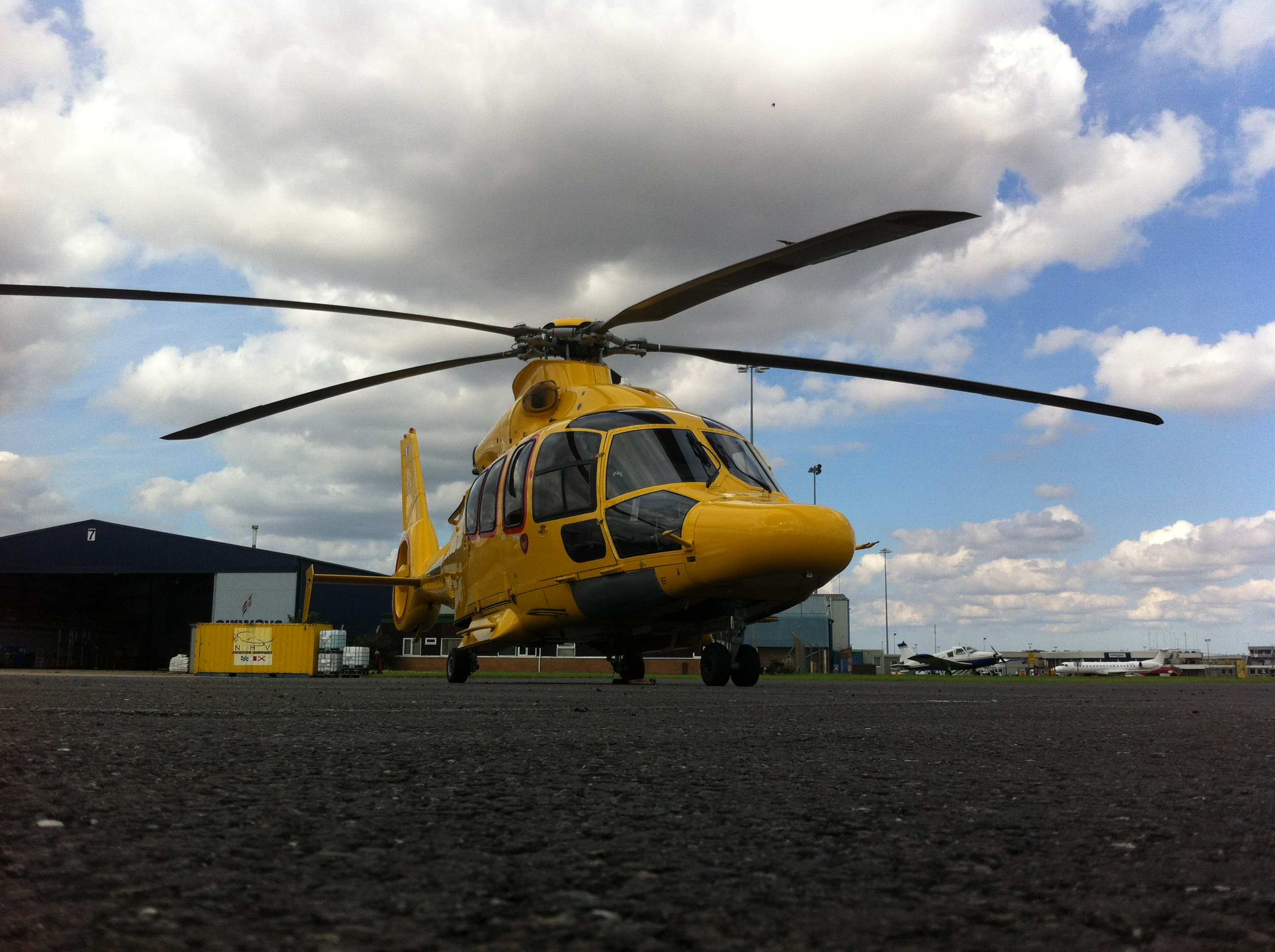
یک فروند یوروکوپتر ئی‌سی۱۵۵ شرکت نوردزی هلیکاپترز فلاندرن در فرودگاه هامبرساید.

- MD Helicopters MD 900
- آگوستاوستلند ای‌دابلیو۱۳۹
- یوروکوپتر ئی‌سی۱۴۵
- یوروکوپتر ئی‌سی۱۵۵
- ایرباس هلی‌کوپترز ئی‌سی۱۷۵
- یوروکوپتر ئی‌سی۲۲۵ سوپر پوما
- Eurocopter AS332
- Eurocopter AS350
- Eurocopter AS365